# Euseius mangiferae
Euseius mangiferae är en spindeldjursart som först beskrevs av Ghai och Menon 1967.  Euseius mangiferae ingår i släktet Euseius och familjen Phytoseiidae. Inga underarter finns listade i Catalogue of Life.